# بان نخود (مقاطعة دالاهو)
بان نخود (بالفارسية: بان نخود) هي قرية تقع في كرمانشاه في إيران. يقدر عدد سكانها بـ 58 نسمة بحسب إحصاء 2016.